# Richtungsanzeiger

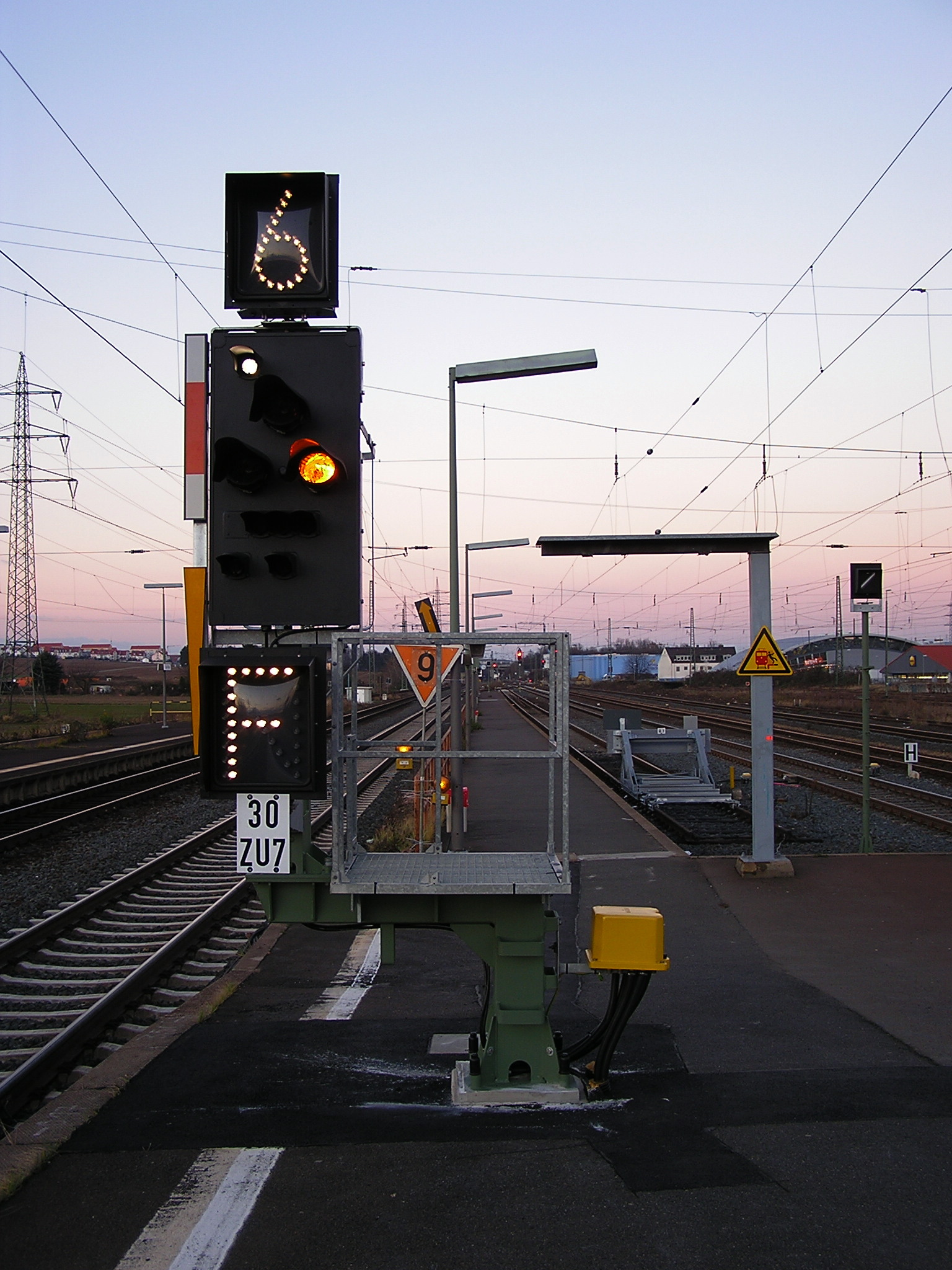
Ks-Signal mit Zs 2 in Bad Vilbel: Angezeigt wird Friedberg, alternativ wäre Nidderau an der abzweigenden Niddertalbahn.

Ein Richtungsanzeiger (Zs 2) ist ein in Deutschland verwendetes Eisenbahnsignal, das als Zusatzsignal die eingestellte Fahrstraße anzeigt. Der Richtungsvoranzeiger (Zs 2v) kündigt einen Richtungsanzeiger für die angegebene Fahrtrichtung an. Im Geltungsbereich der Dienstvorschriften der Deutschen Reichsbahn (DV) waren die Bezeichnungen bis zur Vereinheitlichung der Richtlinien der Deutsche Bahn AG Zs 4 und Zs 4v.
Anhand eines Richtungsanzeigers kann ein Triebfahrzeugführer frühzeitig eine mögliche Fehlleitung erkennen, den Zug zum Stillstand bringen und mit dem Fahrdienstleiter Kontakt aufnehmen, um den Weg zu berichtigen.
Das Signalbild eines Richtungsanzeigers zeigt einen weißleuchtenden, der des Richtungsvoranzeigers neuerer Bauart einen gelbleuchtenden Buchstaben, die die Richtung des eingestellten Fahrwegs symbolisieren. Die Bedeutung verschiedener Buchstaben ist für jeden Richtungsanzeiger definiert. Oft handelt es sich um den Anfangsbuchstaben des nächsten Bahnhofs, manchmal auch um einen Kennbuchstaben für ein bestimmtes Streckengleis oder einen Bahnhofsteil.
Richtungsanzeiger müssen aufgestellt werden, wenn die Richtungen nicht durch unterschiedliche Signalbilder eindeutig unterschieden werden können und eine Fehlleitung zu einer Betriebsgefährdung führen würde, beispielsweise Einfahrten in einen Abschnitt ohne Fahrleitung oder mit besonderen Lademaßeinschränkungen. Sie dürfen aufgestellt werden, wenn das übrige Signalbild keine eindeutige Unterscheidung des weiteren Laufweges zulässt.
Richtungsvoranzeiger werden bei der DB InfraGO nur aufgestellt, wenn zwischen dem Ort der Sollsichtbarkeit des Hauptsignals und unmittelbar hinter dem Hauptsignal Zugfahrten durchgängig mit einer Geschwindigkeit über 60 km/h zulässig sind; bei einem zum Erreichen der Mindestsichtbarkeit erforderlichen Vorsignalwiederholer näher als 100 m vor dem Hauptsignal jedoch an diesem dennoch.
In Bereichen, die mit ETCS Level 2 ohne Signale ausgerüstet sind (beispielsweise die Neubaustrecke Erfurt–Leipzig/Halle oder der zukünftige Hauptbahnhof in Stuttgart), erfolgt die Richtungsankündigung per Textnachricht über das DMI der Führerstandssignalisierung.